# Quartiers de Clermont-Ferrand
Cet article détaille les différents quartiers de la ville de Clermont-Ferrand, en région Auvergne-Rhône-Alpes, dans le département du Puy-de-Dôme.

## Quartiers

### Le centre-ville

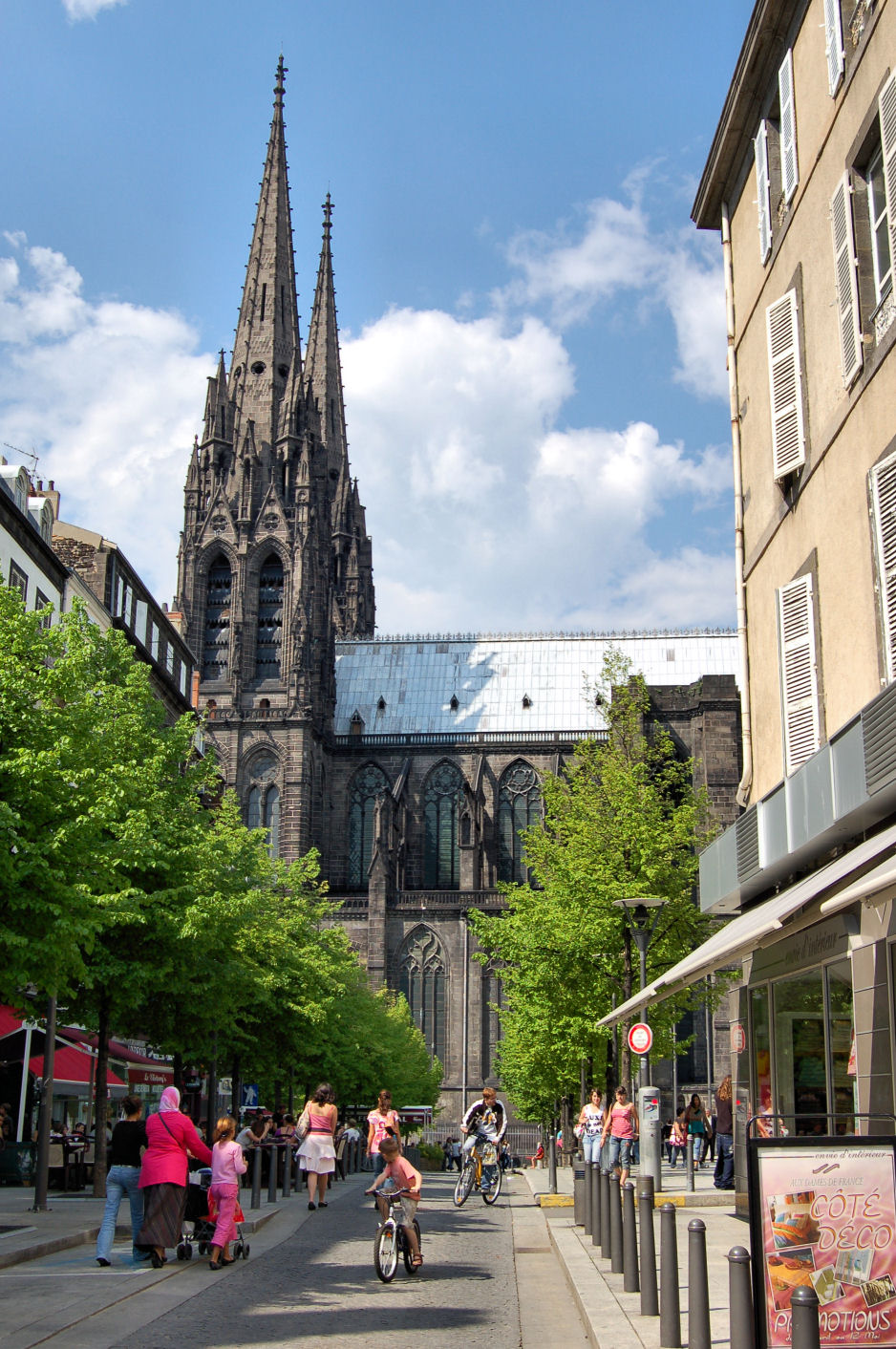
La cathédrale, place de la Victoire.

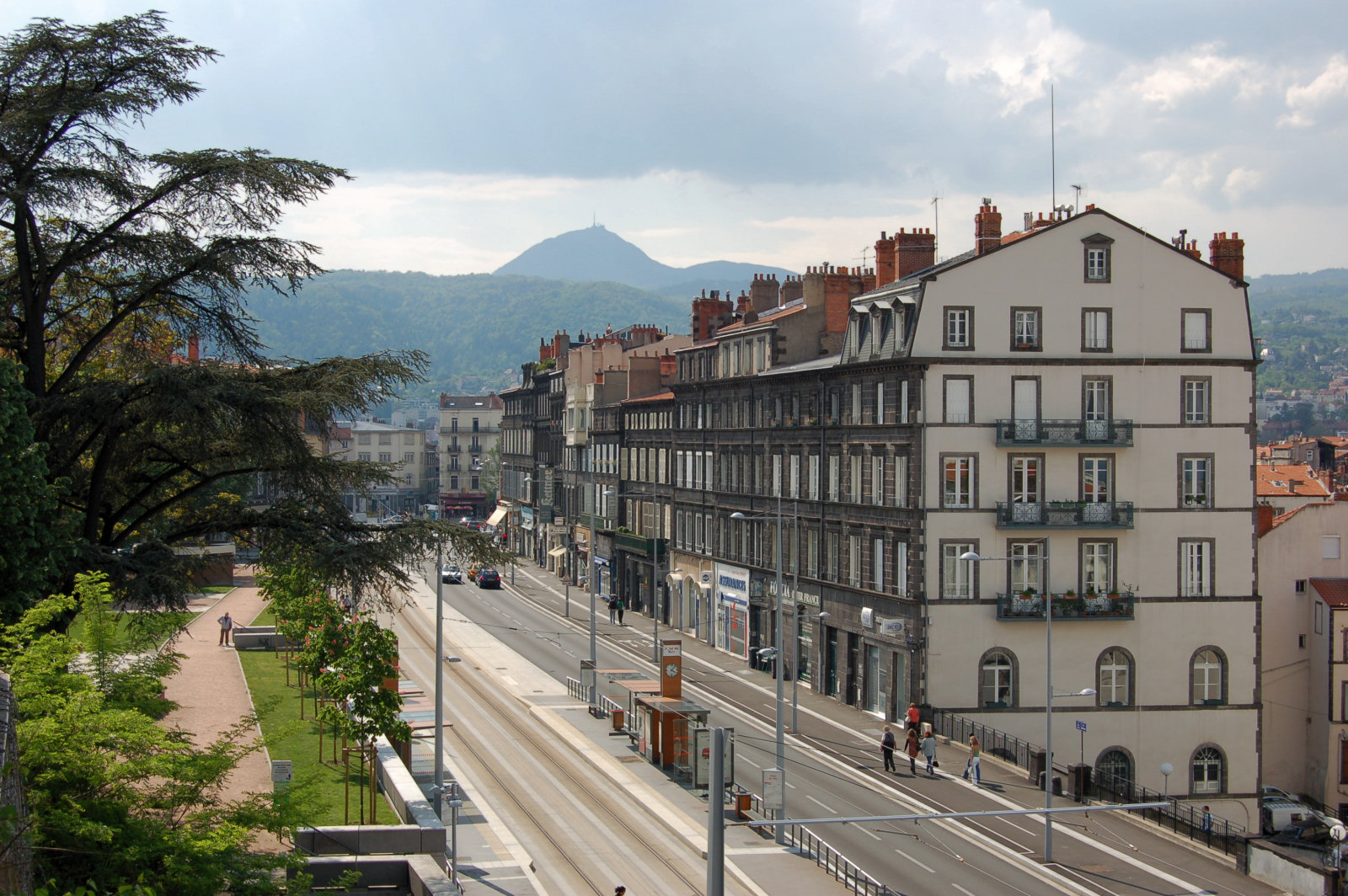
La rue Montlosier, prolongée par la rue André-Moinier en direction de la place Gaillard en 2007.

Le centre-ville de Clermont se concentre autour de la butte occupée par la cathédrale Notre-Dame-de-l'Assomption. Une grande partie est constituée de bâti ancien desservi par des rues souvent piétonnes.
C'est là que l'on trouve le cœur commerçant de la ville, notamment sur la place de Jaude où se situent deux centres commerciaux, le Carré Jaude et le Carré Jaude 2.
La plupart des administrations sont également situées dans ce secteur, notamment l'hôtel de ville, le conseil départemental du Puy-de-Dôme ainsi que la préfecture.
Plusieurs composantes des universités clermontoises sont installées dans le centre. Les UFR lettres, langues et sciences humaines et psychologie ainsi que la faculté de droit et de sciences économiques sont dans ce cas[réf. nécessaire].

### Le sud-est
Cette partie de la ville compte une mosaïque de petits quartiers aux architectures disparates : les Neuf-Soleils, la Raye-Dieu, les Landais, la Fontaine-du-Bac, la Pardieu, l'Oradou, Anatole-France, Herbet et Crouël.
La Fontaine-du-Bac est un quartier constitué de tours HLM construit dans les années 1970 et qui a été l'objet de rénovations urbaines en 2004 (réaménagement des abords de l'immeuble, station de tramway, terrain de basket-ball). Situé à proximité de La Pardieu, il est classé quartier prioritaire avec 2 000 habitants en 2020 et un taux de pauvreté important, de 53 %, contre 23 % en moyenne à Clermont-Ferrand,.
Le quartier d'Herbet est un ensemble de cités en tôle et d'immeubles HLM situé à la périphérie est de Clermont-Ferrand, près du boulevard Saint-Jean. Bâtie dans les années 1940, cette cité d'urgence était destinée à accueillir les travailleurs et tirailleurs maghrébins (essentiellement algériens) puis à être démolie. Aujourd'hui, une proportion non négligeable de la population est d'origine maghrébine et beaucoup d'habitants ont déserté le quartier pour des logements plus décents. Le quartier comptait 500 habitants environ. La mairie a décidé de ne pas le raser et a effectué quelques rénovations pour redorer l'image de ce quartier qui a, jusque dans les années 1990, préoccupé les autorités par sa violence et sa marginalité (taux de chômage élevé, taux de précarité de 39,2 % en 1996).

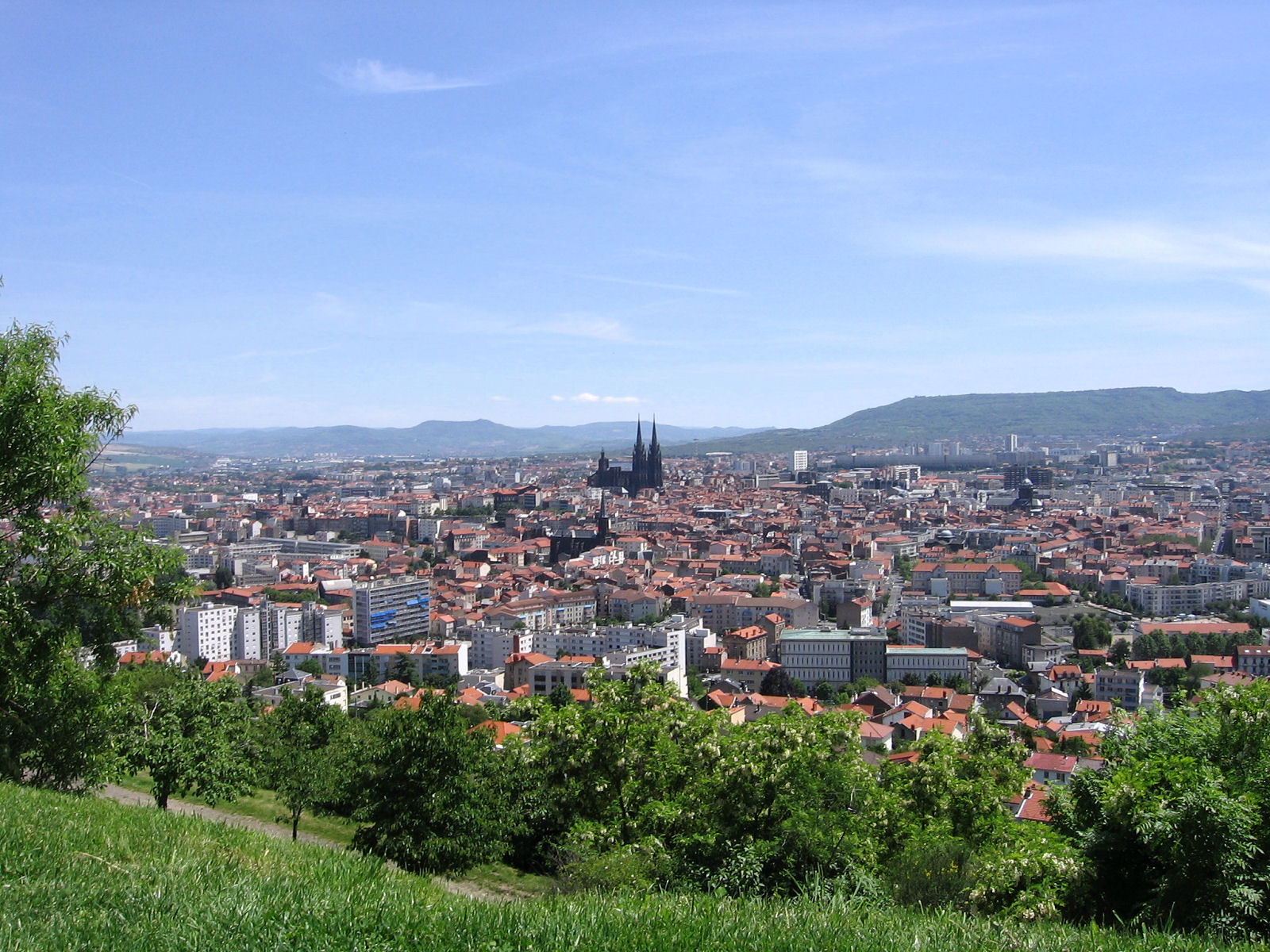
Vue depuis le parc de Montjuzet en 2006.

En 2012, la municipalité prend la décision de détruire les cités d'Herbet, ce qui est fait en 2015.
L'est de la ville compte de nombreux établissements industriels, notamment dans le quartier du Brézet. Le parc d'activités de la Pardieu accueille de nombreuses entreprises, avec notamment la pépinière d'entreprises Pascalis.
De nombreuses enseignes commerciales et plusieurs hypermarchés sont installés le long des grands boulevards qui traversent ces zones. Enfin, il faut noter la proximité du campus des Cézeaux.

### Les quartiers nord
Les quartiers du nord de Clermont-Ferrand rassemblent des grands ensembles de type HLM et un habitat individuel en développement. Ils n'avaient pourtant connu aucun programme de restructuration dans les années 2000, mais est classé d'intérêt national pour le nouveau programme de rénovation urbaine (2014-2030). Ces quartiers totalisent 25 000 habitants, dont près de 8 300 vivent dans un secteur prioritaire en 2020, avec un taux de pauvreté important (54 %, plus du double du taux municipal).

#### Croix-de-Neyrat
Croix-de-Neyrat est un quartier de plus de 8 000 habitants desservi par le tramway et une grande piste cyclable longeant la rue du Torpilleur-Sirocco.
Né au début des années 1960 pour répondre à l'arrivée massive de main-d'œuvre, ce quartier demeure le quartier le plus grand de Clermont-Ferrand en superficie, limité par Cébazat au nord, les Côtes-de-Clermont à l'ouest, La Plaine derrière la rue du Docteur-Bousquet, Champratel et encore La Plaine à l'est, de l'autre côté du boulevard Clémentel.
La population de ce quartier est composée de plus de cinquante nationalités, mais principalement d'immigrés d'Afrique du Nord et présente une densité de population importante. Elle présente une criminalité relativement modérée mais est plutôt d'assez mauvaise réputation, réputation qui va s'aggraver en 2005 lors de la crise des banlieues. L'été 2013 voit la démolition de la célèbre passerelle désaffectée de Croix-de-Neyrat, qui a souvent servi de « base de tir » pour caillasser le tramway qui passe dessous.
Cependant, le quartier bénéficie de caractéristiques qui diffèrent de la plupart des banlieues sociales d'autres grandes villes. Une partie du quartier est composée d'habitat individuel et comporte des espaces verts (vaste parc de la Fraternité, arboré, avec plusieurs aires de jeux pour les enfants). Un vaste complexe commercial et tertiaire y est en cours d'implantation près de l'actuel hypermarché. On y trouve la deuxième médiathèque de la ville, plus spacieuse que celle du centre-ville, située au rez-de-chaussée du centre commercial Auchan Nord. Le quartier n'est pas enclavé et est fréquenté par les habitants des quartiers voisins de Clermont-Ferrand.
Croix-de-Neyrat est en zone franche urbaine depuis 2004.
En 2020 fut construite une médiathèque qui a remplacé celle installée dans Auchan et un pole musical.

#### Champratel - La Plaine
La Plaine est une cité-jardin tranquille et verdoyante, qui représente l'archétype de l'urbanisme à visage humain sous l'influence de l'industriel Michelin avec son quadrillage de rues plantées d'arbres et bordées de cités Michelin aujourd'hui souvent agrandies et rénovées, dont les plus vieilles datent des années 1920.
Une partie du quartier est déjà desservie par le tramway et par plusieurs lignes de bus. La prolongation de la ligne de tramway via le stade Gabriel-Montpied va compléter la desserte de la partie nord du quartier de La Plaine. Plusieurs pistes cyclables et d'innombrables rues paisibles permettent de le sillonner.
Au milieu du quartier se trouve un centre commercial avec supermarché, pharmacie, tabac-presse, esthéticienne, pressing…
Le cinéma d'Art et Essai Le Rio est implanté en bordure de ce quartier.
Champratel est un petit quartier, situé exactement au nord de Clermont entre le quartier Croix-de-Neyrat et celui des Vergnes, près du stade Gabriel-Montpied, à partir des années 1970, venant compléter la ZUP de Flamina jamais achevée. Il se caractérise par l'indice de jeunesse le plus élevé de Clermont Communauté et d'une taille des ménages élevée, avec toutefois un fort taux de chômage et une population hétérogène.
Ce quartier est en pleine transformation depuis les années 2000 : les anciennes tours emblématiques ont été démolies en 2003 et 2009 ; il reste de ce fait très peu d'immeubles de cette époque (quatre immeubles de dix étages et deux de sept étages). Un écoquartier d'une superficie de 19,7 hectares est aménagé pour ré-urbaniser ce quartier résidentiel, avec « 665 logements bioclimatiques » complétant les 292 logements réhabilités jusqu'en 2016, pour un coût de 6,3 millions d'euros. Une école maternelle a ouvert à la rentrée 2013 ; la place René-Mayot et le square Rosa-Parks ont été livrés en 2015.
Le tramway le dessert depuis 2006 depuis le centre-ville et offre depuis fin 2013 une connexion avec le quartier des Vergnes.
À l'ouest, l'extension de la zone commerciale Auchan Nord, portée par Immochan sur le site des anciens laboratoires MSD-Chibret, à la limite avec Croix-de-Neyrat, accueille des enseignes spécialisées, des bureaux et des commerces, permettant de favoriser le développement du quartier.
A la place des laboratoires MSD-Chibret a vu le jour le multiplex Val Arena, un cinéma CGR et qui est doté d'une salle ICE. A coté le boulodrome municipal a aussi vu le jour.

#### Les Vergnes
Les Vergnes est le quartier le plus excentré de la ville, entre Champratel et Gerzat. Il comptait 3 881 habitants en 1999. Nombreux espaces verts et pistes cyclables y permettent d'agréables promenades. On y trouve aussi une grande crèche de 55 places. Ce quartier a fait l'objet d'une rénovation et d'aménagements (nouvelle place des Droits-de-l'Homme avec système de vidéoprotection), avec un nouveau centre commercial. Le pôle commercial, d'une superficie de 1 009 m2, comprend deux bâtiments avec une pharmacie et une supérette, « locomotives pour l'ensemble du centre commercial », ainsi qu'un espace de restauration rapide.
Ce quartier est majoritairement constitué de logements sociaux collectifs des années 1960-1970. En moyenne, 30 % de la population vit en dessous du seuil des bas revenus. Il est marqué par les violences urbaines que l'on constate chaque année : racket, trafic de stupéfiants, véhicules incendiés. La délinquance a augmenté de 68 % entre 2011 et 2012, d'où son classement en zone de sécurité prioritaire depuis septembre 2013.
Depuis le 14 décembre 2013, il est desservi par le tramway prolongé après cinq ans de travaux et devient donc le terminus.
Le stade Gabriel-Montpied va être agrandi en 2023 pour sa première phase de façon à pouvoir accueillir des matchs de ligue 1 (si l'équipe y évolue) et des matchs internationaux, il est aussi envisagé de pouvoir l'adapter pour des matchs de rugby, ce qui permettra de ne plus faire les demi-finales de l'ASM à Lyon mais à Clermont-Ferrand, faute de place au Stade Marcel-Michelin.
Un nouveau quartier est en train de voir le jour entre Flamina, la Plaine et les Vergnes : La Grande Plaine.

#### La Gauthière
La Gauthière est un quartier regroupant notamment de longs bâtiments (barres) comme la rue des Jardiniers ou bien la rue Tourrette mais, jusqu'à avril 2012, encore trois tours de quinze étages chacune mais aussi le U dont une partie du bâtiment a été démolie en 2009.
Les premiers immeubles du quartier sont érigés au début des années 1960. À l'origine, des ouvriers de Michelin résidaient dans ces bâtiments, qui ont laissé place depuis à une population défavorisée, notamment des familles maghrébines. Il est achevé en 1971 avec l'ouverture d'un centre commercial. Dans le cadre de la requalification du quartier, l'ancien centre commercial a été démoli et laisse place à une nouvelle maison de quartier et des logements neufs, tout comme les trois tours. 5 000 habitants résidaient dans le quartier dont 700 étrangers. Une barre d'immeuble HLM, de 160 logements est démolie en février 2025, s'inscrivant dans le nouveau programme de renouvellement urbain adopté en 2019.

### La Glacière – Chanteranne – Côtes-de-Clermont
Ces quartiers essentiellement résidentiels jouxtent le parc de Montjuzet et occupent le bas des côtes de Chanturgue. Ce quartier plutôt tranquille mêle résidences, villas et quelques bâtiments HLM qui font de la Glacière un quartier homogène au point de vue social. Chanteranne est majoritairement constitué d'anciennes cités Michelin, construites pour accueillir les ouvriers qui travaillent dans les usines Michelin, c'est un quartier où se mêlent les origines (Portugais, Marocains, Français, Algériens, Chinois…).

### Les Salins – Vallières
Ces quartiers résidentiels sont proches du centre-ville. Le quartier des Salins abrite les sièges sociaux de grandes banques, un centre d'affaires, la gare routière, la librairie Les Volcans sise en face de la Maison de la Culture et de la Comédie de Clermont-Ferrand. Sur la place des Salins, un marché aux puces a lieu tous les dimanches matin.
Aux Salins, on trouve également le stade nautique Pierre-De-Coubertin, piscine découvrable la plus vaste d'Europe en 2006, ainsi que le théâtre La Coupole, oeuvre de l'architecte Valentin Vigneron.
Vers Vallières, le quartier se compose plutôt de pavillons et de petits immeubles d'habitation. Le stade Philippe Marcombes y est un pôle sportif fort.

### Montferrand – Les Bughes

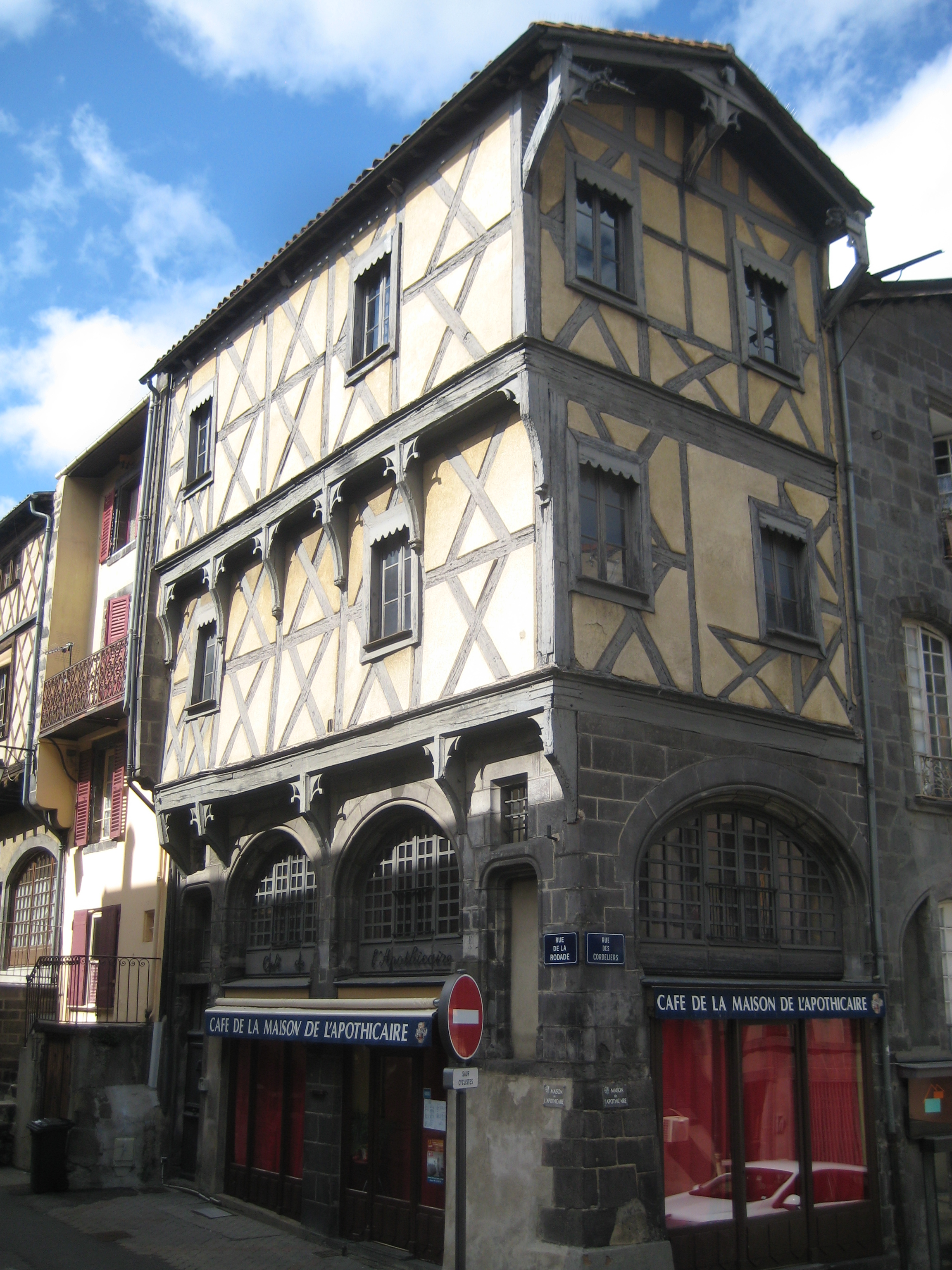
Maison de l'Apothicaire, à Montferrand.

Montferrand est un site d'origine médiévale mis en valeur par un classement en secteur sauvegardé.
Entre le Nord et le Centre, on rencontre deux grands types de quartiers comportant majoritairement les usines Michelin (Cataroux, Combaude, Carmes). À proximité immédiate des entrées, des quartiers populaires se dessinent, encore une fois avec des ouvriers et employés de la manufacture (Chanteranne) ou encore les « Bughes-Nord » se situant entre le boulevard Maurice-Pourchon et la Maison des Sports et connaissant l'influence architecturale des maisons Michelin mêlées à des bâtiments de type HLM ou résidences et des commerces florissants.

### Saint-Jacques – Clermont Sud

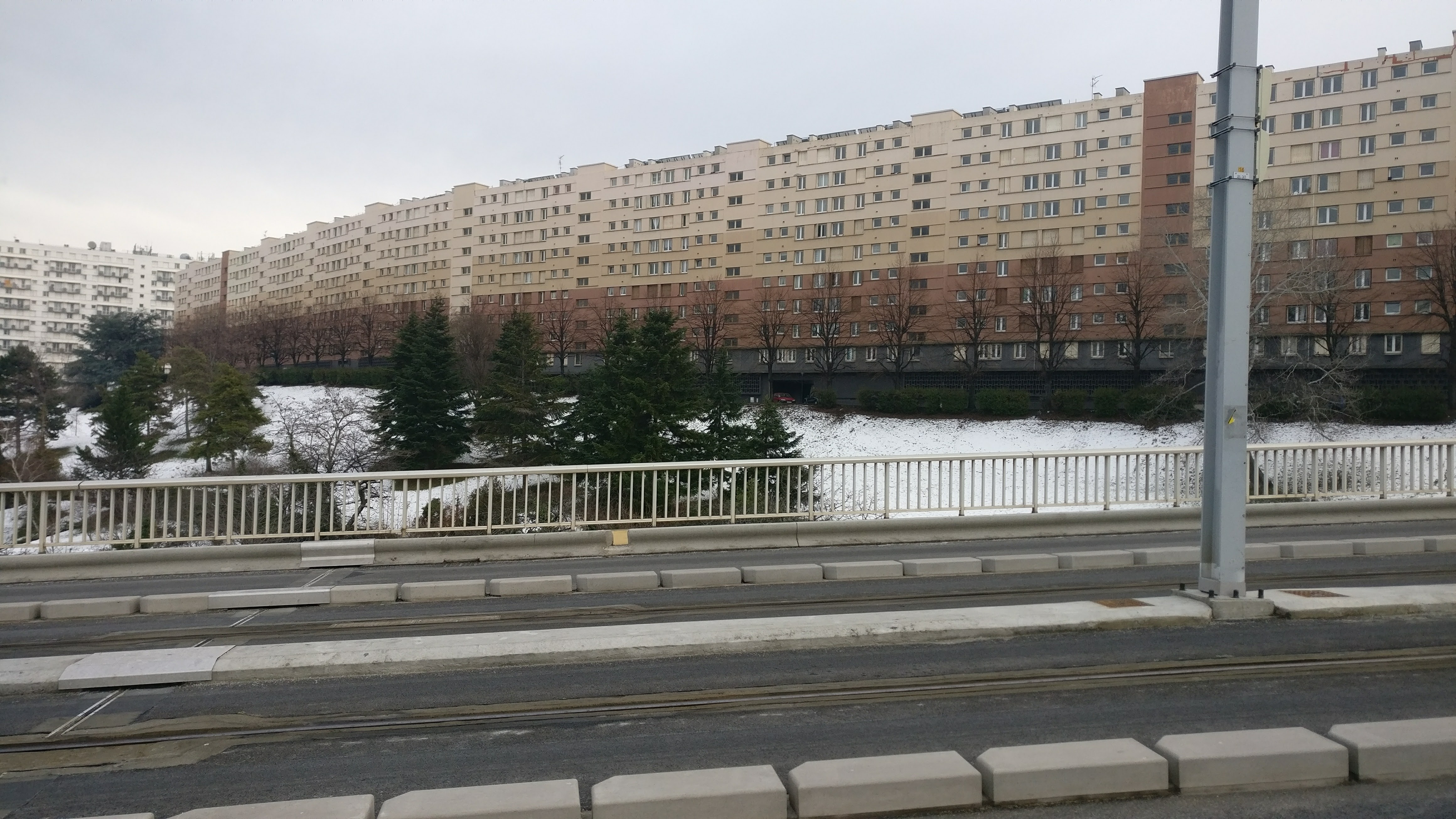
La Muraille de Chine, vue depuis le Viaduc Saint-Jacques.

Le quartier de Saint-Jacques est essentiellement constitué de grands ensembles, majoritairement de type HLM. Il est relié au centre-ville par le viaduc Saint-Jacques depuis 1967. Très dense, il est de taille comparable à celui de Croix-de-Neyrat. Il regroupe près de 15 000 habitants. Le bâtiment le plus emblématique du quartier était la Muraille de Chine, un immeuble situé en hauteur et de très grande longueur, soit 354 logements, démoli en 2023. Le quartier est classé prioritaire et comprend aussi la tour la plus haute de la ville avec ses vingt étages et 121 HLM. La délinquance est de plus en plus marquée dans ce quartier construit dans les années 1970, classé lui aussi en zone de sécurité prioritaire ; certains professionnels ont parfois été contraints de changer de quartier. Malgré une mixité globale, il existe des disparités selon les sites : des zones de relégation (ensemble Winston Churchill, une barre d'immeubles située rue des Plats…) jouxtent des zones pavillonnaires. C'est à proximité que se situent le CHU Gabriel-Montpied ainsi que les facultés de médecine et de pharmacie.
Ce grand quartier comprend 3 593 logements sociaux.
Le 14 avril 2017 est discuté et accepté un plan de démolition de plusieurs logements sociaux dans la zone, y compris de la Muraille de Chine. Ces changements sont prévus pour 2023.

### Sites de la mairie
1. ↑  « Auchan Nord : un projet ambitieux à l'échelle du Grand Clermont », 18 avril 2013 (consulté le 3 septembre 2015).
2. ↑  « Petite enfance » (consulté le 3 septembre 2015).
3. ↑  « Aménagement de la place des Droits-de-l'Homme » (consulté le 3 septembre 2015).
4. ↑  « Aux Vergnes, la rénovation urbaine passe aussi par le tramway », 18 février 2010 (consulté le 3 septembre 2015).
5. ↑  « Rénovation urbaine de La Gauthière : les démolitions entrent dans leur phase active », 4 novembre 2011 (consulté le 2 septembre 2015).

### Autres références
1. 1 2 3 4 5 6 7 8 9  État, Agence nationale pour la cohésion sociale et l'égalité des chances, communes d'Aulnat, Clermont-Ferrand, Cournon-d'Auvergne et Gerzat, « Contrat urbain de cohésion sociale de l'agglomération clermontoise 2007 – 2009 » [PDF] (consulté le 2 septembre 2015).
2. ↑  Quartier Prioritaire 2024 : Fontaine Du Bac sur sig.ville.gouv.fr
3. ↑  « Les cités d'Herbet à Clermont seront démolies », sur lamontagne.fr, 1er octobre 2012 (consulté le 11 mai 2019).
4. ↑  Quartier Prioritaire 2024 : Quartiers Nord sur sig.ville.gouv.fr
5. 1 2  « Un tout jeune quartier de cinquante ans désormais à l'aube d'une nouvelle vie », sur La Montagne, 2 avril 2013 (consulté le 23 octobre 2018).
6. ↑  « Injuste réputation », sur L'Express, 7 mars 2005.
7. ↑  « Quinze caméras vont surveiller le tramway à Clermont-Ferrand », sur La Montagne, 30 juin 2013.
8. ↑  « La passerelle de Croix Neyrat part en petits morceaux », sur La Montagne, 22 juillet 2013.
9. ↑  Catherine Jutier, « Clermont Nord aura son multiplex en 2016 », sur La Montagne, 18 novembre 2014 (consulté le 18 novembre 2014).
10. ↑  « Le développement frénétique du quartier ayant atteint ses limites, place à la gestion », sur La Montagne, 4 avril 2013.
11. ↑  « L'historique : une ambition inachevée reprend vie », sur c-champratel.fr (consulté le 3 septembre 2015).
12. ↑  Arneud Vernet, « Un tout jeune quartier de cinquante ans désormais à l'aube d'une nouvelle vie », sur lamontagne.fr, 2 avril 2013 (consulté le 11 mai 2019).
13. 1 2  « Quel programme ? », sur c-champratel.fr (consulté le 3 septembre 2015).
14. ↑  Simon Antony, « Les quartiers nord de Clermont font peau neuve et deviennent la nouvelle vitrine de la ville », sur La Montagne, 17 novembre 2014 (consulté le 3 septembre 2015).
15. ↑  « Info-chantiers », sur c-champratel.fr (consulté le 3 septembre 2015).
16. ↑  « Pose de la première pierre du pôle commercial des Vergnes à Clermont-Ferrand » [PDF], sur Epareca, 16 décembre 2011 (consulté le 3 septembre 2015).
17. ↑  « Deux quartiers de Clermont-Ferrand classés en zones de sécurité prioritaires », sur La Montagne, 15 novembre 2012.
18. 1 2  Ministères de la Justice et de l'Intérieur, « Création de 49 nouvelles zones de Sécurité Prioritaires », 15 novembre 2012 (consulté le 28 janvier 2015), p. 29.
19. 1 2  « La Gauthière : un quartier en quête d'un second souffle », sur La Montagne, 11 janvier 2012 (consulté le 2 septembre 2015).
20. ↑  L'université Foraine : Clermont-Ferrand - La Gauthière, Clermont-Ferrand, 2014, 128 p.  (lire en ligne [PDF]).
21. ↑  « Les trois tours de la Gauthière tombent morceau par morceau », sur La Montagne, 11 avril 2012 (consulté le 2 septembre 2015).
22. ↑  « Les images impressionnantes de la démolition d’un immeuble à Clermont-Ferrand », sur france3-regions.franceinfo.fr, 7 août 2025 (consulté le 8 août 2025).
23. ↑  Anne Bourges, « Lassés par les incivilités, neuf médecins quittent le quartier Saint-Jacques », sur La Montagne, 21 décembre 2013 (consulté le 3 septembre 2015).
24. ↑  Laurence Coupérier, « Urbanisme - Clermont-Ferrand : la Muraille de Chine disparaîtra en 2023 », La Montagne,‎ 15 avril 2017 (lire en ligne).